# Jan Zijp Kzn. (1846-1897)
Jan Zijp Kzn. (Westwoud, 23 september 1846 - Abbekerk, 17 september 1897) was een Nederlands politicus.

## Leven en werk
Zijp werd in 1846 geboren als zoon van de boer en latere burgemeester van Abbekerk en Twisk Klaas Zijp en Trijntje Koster. Hij was veehouder te Abbekerk. Vanaf 1 augustus 1880 werd hij burgemeester en gemeentesecretaris van Abbekerk, een functies die hij tot zijn overlijden op 17 september 1897 vervulde. Van 1886 tot 1897 was hij lid van de Provinciale Staten van Noord-Holland voor het kiesdistrict Enkhuizen. Zijp werd in 1890 tot lid van de Tweede Kamer der Staten-Generaal voor het district Enkhuizen gekozen. Typische vertegenwoordiger van de gegoede Noord-Hollandse boerenstand. Hij behoorde tot de gematigd vooruitstrevende liberalen.
Zijp trouwde te Twisk op 23 april 1867 met Aafje Heuvel. Uit dit huwelijk werd een zoon, Klaas, geboren, die zijn vader kort na diens overlijden opvolgde als burgemeester van Abbekerk.Ook zijn kleinzoon vervulde later dezelfde functie.
- Biografisch Portaal: 57993974
- Digitale Bibliotheek voor de Nederlandse Letteren: zijp003
- Parlement.com: vg09lldosxzg